# 玩具總動員：遺忘的時光
《玩具總動員：遺忘的時光》（英語：Toy Story That Time Forgot），於2014年12月2日上映的美國3D动画電影。由華特迪士尼影業發行、皮克斯動畫工作室製片。本電影為《玩具總動員：驚魂夜》續集。

## 劇情
故事是從胡迪一行玩具到邦妮家後，認識新朋友開始，描繪了在聖誕節之後，孩子們正在玩耍的時候，胡迪和巴斯等玩具們將面對新的英雄玩具們，但其實這些新人們都是危險人物。

## 演員

### 領銜主演
| 劇中角色 | 配音員        | 配音員 | 配音員 | 配音員 |
| 劇中角色 | 原聲          | 香港   | 大陸   | 台灣   |
| -------- | ------------- | ------ | ------ | ------ |
| 警長胡迪 | 湯姆·漢克斯   | 張錦程 | 童自榮 | 李勇   |
| 傑西     | 瓊安·庫薩克   | 莫蒨茹 |        | 劉小芸 |
| 巴斯光年 | 提姆·艾倫     | 周志輝 |        | 姜先誠 |
| 翠克西   | 克里斯汀·沙爾 | 郭碧珍 |        | 崔幗夫 |

## 外部連結
- 互联网电影数据库（IMDb）上《Toy Story That Time Forgot》的资料（英文）
- 爛番茄上《玩具總動員：遺忘的時光》的資料（英文）
- 时光网上《玩具總動員：遺忘的時光》的資料（简体中文）
- 豆瓣电影上《玩具總動員：遺忘的時光》的資料 （简体中文）
- 玩具總動員：迷失時空 - Disney+